# Château Liebenstein
Pour les articles homonymes, voir Liebenstein.
Le château Liebenstein est un château fort de communauté de cohéritiers dans le Land de Rhénanie-Palatinat en Allemagne. Avec la ruine de Sterrenberg, ce château fort forme un ensemble qui dans la légende s'appelle « les frères ennemis ». Victor Hugo parle de Liebenstein et Sternberg dans Le Rhin (Œuvres illustrées dans l'édition Hetzel, 1861).
Liebenstein est une étape du Rheinsteig. 
Il est intégré dans l'ensemble touristique de la Vallée du Haut-Rhin moyen.